# Arkadiusz Morawiec
Arkadiusz Morawiec (ur. 6 marca 1969 w Gałkowie Dużym) – polski literaturoznawca i krytyk literacki, profesor nauk humanistycznych, zatrudniony w Zakładzie Literatury Polskiej XX i XXI wieku Uniwersytetu Łódzkiego.

## Życiorys
W latach 1989–1994 studiował filologię polską na Uniwersytecie Łódzkim. Pracę magisterską Konstrukcja i znaczenie przestrzeni przedstawionej w powieściach Franza Kafki napisał pod kierunkiem Teresy Cieślikowskiej. Także pod jej opieką obronił w 1999 roku pracę doktorską Poetyka opowiadań Gustawa Herlinga-Grudzińskiego. W latach 1999–2010 pracował jako adiunkt w Katedrze Literatury Porównawczej (przemianowanej w 2005 roku na Katedrę Literaturoznawstwa) Wyższej Szkoły Humanistyczno-Ekonomicznej w Łodzi (obecnie Akademia Humanistyczno-Ekonomiczna w Łodzi). Od 2003 roku pełnił obowiązki jej kierownika. W 2010 roku na Uniwersytecie im. Adama Mickiewicza w Poznaniu uzyskał, na podstawie monografii Literatura w lagrze, lager w literaturze. Fakt – temat – metafora, stopień doktora habilitowanego nauk humanistycznych w zakresie literaturoznawstwa. W tym samym roku podjął pracę na Uniwersytecie Łódzkim. W 2019 roku uzyskał tytuł profesora nauk humanistycznych.
W kręgu jego zainteresowań badawczych mieszczą się: historia literatury polskiej XX i XXI wieku, w szczególności pisarstwo obrazujące totalitaryzm i ludobójstwo (w tym literatura obozowa i literatura Holokaustu) oraz pisarstwo jako forma pamięci. Ponadto zajmują go: recepcja literatury, teoria literatury (zagadnienia literackości i reprezentacji, genologia, paraliteratura, aksjologia), metodologia badań literackich (zwłaszcza najnowsze postawy badawcze) oraz krytyka literacka.
W latach 2005–2010 był redaktorem naczelnym rocznika „Literaturoznawstwo. Historia, teoria, metodologia, krytyka”. Jest członkiem rady naukowej czasopism „Acta Universitatis Lodziensis. Folia Litteraria Polonica”, „Fraza” i „Narracje o Zagładzie” oraz serii Wydawnictwa Uniwersytetu Łódzkiego „Projekt: Egzystencja i Literatura”. W latach 2012–2014 należał do (nieistniejącego już) Zespołu Badań nad Literaturą Zagłady Żydów w Żydowskim Instytucie Historycznym im. Emanuela Ringelbluma w Warszawie. Współpracował z Forschungskreis Holocaustliteratur und -kultur im mittleren und östlichen Europa, działającym w ramach instytutu slawistyki (Institut für Slavistik) Uniwersytetu Justusa Liebiga w Gießen. Jest członkiem rady programowej Wydziałowego Zespołu Badań nad Kobiecym Doświadczeniem Wojny Uniwersytetu w Białymstoku oraz członkiem Komisji Badań Genetycznych i Dokumentacyjnych nad Literaturą, funkcjonującej przy łódzkim oddziale Polskiej Akademii Nauk.
Jest autorem ośmiu książek. Ponadto zredagował, samodzielnie lub we współpracy, jedenaście tomów, wśród nich: Język, literatura, dydaktyka, Nic nie jest pewne. O twórczości Ewy Lipskiej, Antynomie wartości. Problematyka aksjologiczna w literaturze i dydaktyce, Lager, łagier, obóz – zapis. Obszary, The literature in/after concentration and death camps, Lager, łagier, obóz – zapis. Lektury, Zagłada wobec innych ludobójstw.
Wypowiedzi krytycznoliterackie publikował na łamach: „Akcentu”, „Dekady Literackiej”, „FA-artu”, „Frazy”, „Kresów”, „Kwartalnika Artystycznego”, „Nowych Książek”, „Przeglądu Artystyczno-Literackiego”, „Twórczości” i „Znaku”.
Prowadził wykłady na uniwersytetach w Gießen, Lublanie, Wilnie i Zagrzebiu.
W 2016 roku jego monografia Zofia Romanowiczowa. Pisarka nie tylko emigracyjna uzyskała wyróżnienie w zorganizowanym w ramach 20. Poznańskich Dni Książki nie tylko Naukowej „Konkursie na Najlepszą Książkę Akademicką” – jako jedna z trzech pozycji współtworzących realizowaną przez Wydawnictwo Uniwersytetu Łódzkiego serię „Literaturoznawstwo. Sylwetki”.
W 2019 roku uzyskał nominację do Nagrody imienia Jana Długosza za książkę Literatura polska wobec ludobójstwa.

## Publikacje

### Książki autorskie
- Poetyka opowiadań Gustawa Herlinga-Grudzińskiego. Autentyzm – dyskursywność – paraboliczność, Universitas, Kraków 2000. ISBN 83-7052-705-1.
- Seweryna Szmaglewska (1916–1992). Bibliografia, Wydawnictwo Wyższej Szkoły Humanistyczno-Ekonomicznej, Łódź 2007. ISBN 978-83-7405-241-2.
- Literatura w lagrze, lager w literaturze. Fakt – temat – metafora, Wydawnictwo Akademii Humanistyczno-Ekonomicznej, Łódź 2009. ISBN 978-83-7405-465-2.
- Polityczne, prywatne, metafizyczne. Szkice o literaturze polskiej ostatnich dziesięcioleci, Adam Marszałek, Toruń 2014. ISBN 978-83-7780-873-3.
- Zofia Romanowiczowa. Pisarka nie tylko emigracyjna, Wydawnictwo Uniwersytetu Łódzkiego, Łódź 2016. ISBN 978-83-7969-537-9.
- Literatura polska wobec ludobójstwa. Rekonesans, Wydawnictwo Uniwersytetu Łódzkiego, Łódź 2018. ISBN 978-83-8142-003-7.
- Polish Literature and Genocide, Routledge, New York–London 2022. ISBN 978-1-032-10913-8.
- Polska literatura obozowa. Rekonesans, Wydawnictwo Uniwersytetu Łódzkiego, Łódź 2023. ISBN 978-83-8331-154-8.
- Polish Camp Literature, Routledge, New York–London 2025. ISBN 9781032807218.

### Redakcja książek i czasopism naukowych
- Idee, słowa, obrazy, [t.] 2, red. Arkadiusz Morawiec [i in.], Stowarzyszenie Literackie im. K. K. Baczyńskiego, Łódź 1993.
- Język, literatura, dydaktyka, t. 2, red. Renata Jagodzińska, Arkadiusz Morawiec, Wydawnictwo Wyższej Szkoły Humanistyczno-Ekonomicznej, Łódź 2003.
- „Zeszyty Naukowe Wyższej Szkoły Humanistyczno-Ekonomicznej w Łodzi” 2003, seria 1: „Nauki Filologiczne”, z. 2: „Literaturoznawstwo”, red. Renata Jagodzińska, Arkadiusz Morawiec.
- Nic nie jest pewne. O twórczości Ewy Lipskiej, red. Arkadiusz Morawiec, Barbara Wolska, Wydawnictwo Wyższej Szkoły Humanistyczno-Ekonomicznej, Łódź 2005.
- Antynomie wartości. Problematyka aksjologiczna w literaturze i dydaktyce, red. Arkadiusz Morawiec, Renata Jagodzińska, Anna Klepaczko, Wydawnictwo Wyższej Szkoły Humanistyczno-Ekonomicznej, Łódź 2006.
- „Literaturoznawstwo”, nr 3 (2009), red. Arkadiusz Morawiec.
- „Literaturoznawstwo”, nr 4 (2010), red. Arkadiusz Morawiec przy współudz. Przemysława Dakowicza.
- „Acta Universitatis Lodziensis. Folia Litteraria Polonica” 2017, nr 8: The literature in/after concentration and death camps, red. Arkadiusz Morawiec.
- „Acta Universitatis Lodziensis. Folia Litteraria Polonica” 2017, nr 4: Lager, łagier, obóz – zapis. Obszary, red. Arkadiusz Morawiec.
- „Acta Universitatis Lodziensis. Folia Litteraria Polonica” 2018, nr 1: Lager, łagier, obóz – zapis. Lektury, red. Arkadiusz Morawiec.
- „Narracje o Zagładzie”, nr 6 (2020): Zagłada wobec innych ludobójstw, red. Anita Jarzyna, Arkadiusz Morawiec, Marta Tomczok.

### Przekłady
- Dan Stone, Obozy koncentracyjne, tł. Arkadiusz Morawiec i Maciej Morawiec, Wydawnictwo Uniwersytetu Łódzkiego, Łódź 2024. ISBN 978-83-8331-553-9.